# Gears of War 3
Gears of War 3 is een third-person shooter en het derde spel in de Gears of War-serie. Het spel is ontwikkeld door Epic Games en is uitgegeven door Microsoft Game Studios. Eerst zou Gears of War 3 in april 2011 uitgeven worden voor op de Xbox 360, maar de uitgavedatum was verplaatst naar 20 september 2011. Het spel werd voor het eerst bekendgemaakt tijdens het praatprogramma Late Night with Jimmy Fallon door Cliff Bleszinski, met behulp van een teaser trailer.

## Verhaal
Gears of War 3 is een third-person shooter die zich afspeelt op de planeet Sera. De speler maakt deel uit van een team van menselijke soldaten die proberen te overleven. Na e-day in Gears of War en het zinken van de stad Jacinto in Gears of War 2, zijn er nog maar weinig mensen over. Prescott, de leider van het menselijke leger, is verdwenen, waarna het leger ontmanteld is en iedereen voor zichzelf moet opkomen. Over het algemeen is Gears of War 3 een donker spel. Het personage Dom sterft in dit spel.

## Verbeteringen
Gears of War 3 bevat een verbeterde co-op campaign mode voor vier spelers. Tevens bevat het spel een mode voor vijf spelers, genaamd Horde 2.0. Ook bevat het spel een nieuw toegevoegde 'Beast' mode, waarin spelers de vijandelijke locust kunnen besturen en mensen moeten doden. Het spel heeft ook voor het eerst in de serie een nieuw vrouwelijk teamlid gekregen. Dit nieuwe teamlid is speelbaar in multiplayer en in de campaign. Verder bevat het spel nieuwe wapens, zoals een dubbel-loops shotgun en een Pendulum Wars Lancer, met daaraan een bajonet. Volgens Cliff Bleszinski doet het spel "het grootste deel van de vragen die spelers hebben over het verleden en wat er precies aan de hand is, beantwoorden".